# الشبكة الوطنية للاغتصاب والإساءة وسفاح القربى
الشبكة الوطنية للاغتصاب والإساءة والسفاح (RAINN) هي منظمة أمريكية غير ربحية مناهضة للاعتداء الجنسي، وهي الأكبر في الولايات المتحدة. تديرالشبكة الوطنية للاغتصاب والإساءة والسفاح الخط الساخن الوطني للاعتداء الجنسي، بالإضافة إلى خط المساعدة الآمن التابع لوزارة الدفاع (DoD)، وتنفذ برامج لمنع الاعتداء الجنسي، ومساعدة الناجين، وضمان تقديم الجناة إلى العدالة من خلال خدمات الضحايا، والتعليم العام، والسياسة العامة والخدمات الاستشارية.
.
تأسست شركة الشبكة الوطنية للاغتصاب والإساءة والسفاح عام 1994 بواسطة سكوت بيركويتز. كان توري اموس المتحدث الرسمي الأول للمنظمة. كريستينا ريتشي هي المتحدثة الوطنية الحالية وعضو مجلس القيادة الوطنية.

## الخط الساخن الوطني للاعتداء الجنسي
الخط الساخن الوطني للاعتداء الجنسي هو خدمة هاتفية مجانية على مدار 24 ساعة وتوجه المتصلين إلى أقرب مقدم خدمة اعتداء جنسي محلي. ترتبط أكثر من 1000 شركة محلية مع الشبكة الوطنية للاغتصاب والإساءة والسفاح لتقديم ضحايا الاعتداء الجنسي مع خدمات مجانية وسرية. في صيف عام 2006، تلقت شركة الشبكة الوطنية للاغتصاب والإساءة والسفاح رقم المتصل المليون  وقد ساعدت أكثر من 2.5 مليون زائر منذ عام 1994. منذ عام 2008 ، قدمت الشبكة الوطنية للاغتصاب والإساءة والسفاح دعمًا مجهولاً وعبر الإنترنت للأزمات وعبر الخط الساخن الوطني وعبر الإنترنت للاعتداء الجنسي عبر الرسائل الفورية.
المصارع والكاتب المحترف ميك فولي هو عضو في مجلس القيادة الوطني في شركة الشبكة الوطنية للاغتصاب والإساءة والسفاح وعمل كمتطوع في الخط الساخن على الإنترنت. انضم إلى الجمعية الخيرية من خلال صداقته مع توري اموس، موسيقاه المفضل. خلال فترة 15 شهرًا تنتهي في أبريل 2011، سجل فولي أكثر من 550 ساعة يتحدث إلى الضحايا عبر الإنترنت. في الشهر نفسه، عرض على مو لون الذي تبرع بمبلغ معين للمنظمة، قائلا: «إذا كنت تريد مساعدة الناجيات من الاعتداء الجنسي، أو تريد فقط رؤية رجل كبير ذو شعر طويل يقطع العشب أمامك من أصدقائك، يرجى المشاركة ...»
كل عام، ترعى الشبكة الوطنية للاغتصاب والإساءة والسفاح حملة يوم الشبكة الوطنية للاغتصاب والإساءة والسفاح، وهي حملة موجهة نحو رفع مستوى الوعي وتثقيف الطلاب حول العنف الجنسي والتدخل من جانب المارة وموارد التعافي في حرم الجامعات. كان من المعتاد عقده في سبتمبر ، ولكن اعتبارًا من 2018 سيعقد في أبريل ليتزامن مع شهر التوعية والوقاية من الاعتداء الجنسي (SAAPM).

## وصلات خارجية
- الموقع الرسمي